# Joseph Worthington
Joseph Muse Worthington (ur. 11 marca 1902 w Annapolis, zm. 29 października 1986) – amerykański wojskowy, kontradmirał United States Navy, uczestnik II wojny światowej.

## Życiorys
Joseph M. Worthington ukończył United States Naval Academy w 1924 roku. Odbył również kursy w Army Industrial College oraz Naval War College. W 1940 roku został oficerem artyleryjskim krążownika „Northampton”, odpowiedzialnym za przeprowadzane próby wykorzystania wczesnego radaru do kierowania ogniem. W 1941 roku objął dowodzenie niszczycielem „Benham”. Brał udział w bitwie pod Midway i kampanii na wodach Guadalcanalu. W 1944 roku został członkiem sztabu admirała Royala E. Ingersolla, dowódcy Floty Atlantyckiej. W 1945 roku, jako dowódca eskadry niszczycieli, powrócił na Pacyfik, biorąc udział w walkach o Okinawę i operacjach wokół wysp japońskich.
Po zakończeniu wojny obejmował różne stanowiska sztabowe. Przeszedł w stan spoczynku 30 czerwca 1954 roku, w stopniu kontradmirała (Rear Admiral). Osiadł na Gibson Island. Na emeryturze zajął się redakcją zbioru raportów wojennych swego byłego przełożonego, admirała Ingersolla. Zmarł w 1986 roku.